# Stefano Passerini
Stefano Passerini (* 26. Dezember 1959 in Rom) ist ein italienischer Chemiker, der vor allem an Materialien für elektrochemische Energiespeicher forscht. Er hatte Professuren an der Universität Münster und am Karlsruher Institut für Technologie inne. In Münster war er Mitgründer und Mitdirektor an der Forschungseinrichtung Münster Electrochemical Energy Technology (MEET). Von 2014 bis 2022 leitete er eine Arbeitsgruppe am Helmholtz-Institut Ulm (HIU), von 2019 bis 2021 auch als Direktor des HIU.

## Leben und Karriere
Passerini erlangte 1983 einen Abschluss in Chemie 1983 an der Universität La Sapienza in Rom. Im Jahr 1993 erhielt er an derselben Universität seinen Doktorgrad in Chemie in der Arbeitsgruppe von Bruno Scrosati. Von 1993 bis 1999 war er an der University of Minnesota in Minneapolis (USA) tätig.
Ab 2008 arbeitete Passerini an der Universität Münster. Dort baute er zusammen mit Martin Winter das MEET Batterieforschungszentrum auf.
Von Januar 2014 bis Dezember 2022 hatte Passerini eine Professur am Karlsruher Institut für Technologie (KIT), wobei er von Oktober 2014 bis Dezember 2022 als Direktor oder Vizedirektor am HIU des KIT arbeitete. Ab 2013 arbeitete Passerini als europäischer Herausgeber des Journal of Power Sources, seit 2015 ist er führender Herausgeber (Editor-in-Chief) dieser Zeitschrift.
Seit Januar 2023 hat er eine Professorenstelle in der Chemieabteilung der Universität La Sapienza. Außerdem ist er seit Juli 2024 auch als Berater (Senior Expert Advisor) für das Austrian Institute of Technology (AIT) in Wien tätig.

## Veröffentlichungen
Passerini hat mit Stand Dezember 2024 über 810 wissenschaftliche Veröffentlichungen publiziert, die in der Datenbank Scopus erfasst sind. Sein h-Index bei Scopus lag zu diesem Zeitpunkt bei 124, der bei Google Scholar bei 137.

### Publikationen in Zeitschriften (Auswahl)
- mit Rinaldo Raccichini, Alberto Varzi und Bruno Scrosati: The role of graphene for electrochemical energy storage, 2015[13]
- mit Christoph Vaalma, Daniel Buchholz, und Marcel Weil: A cost and resource analysis of sodium-ion batteries, 2018[14]

### Buchkapitel (Auswahl)
- mit Gebrekidan Gebresilassie Eshetu und Michel Armand: Lithium Polymer Electrolytes and Batteries, 2018[15]

### Als Herausgeber von Büchern
- mit Dominic Bresser, Arianna Moretti und Alberto Varzi: Batteries – Present and Future Energy Storage Challenges, 2 Bände, 2020

## Auszeichnungen
- 2012 erhielt Passerini den Battery Division Research Award der Electrochemical Society.[3][16]
- Seit 2015 wurde Passerini als häufig zitierter Wissenschaftler (Highly Cited Researcher) ausgezeichnet. 2015[17], 2016 und 2017 erhielt er diesen Status von Thomson Reuters im Gebiet der Ingenieurswissenschaften, 2018 in den Materialwissenschaften. 2020 bis 2024 wurde seine vielzitierte Forschung von Clarivate Analytics als Querschnittsgebiet eingestuft.[18][10]
- 2016 wurde er Fellow der International Society of Electrochemistry ISE[8]
- Seit 2019 ist er Mitglied der Nationalen Akademie der Wissenschaften Leopoldina.[19]